# Capstan Rocks
Die Capstan Rocks (englisch für Spillfelsen) sind eine kleine Gruppe von Rifffelsen vor der Danco-Küste des Grahamlands im Norden der Antarktischen Halbinsel. Im Palmer-Archipel liegen sie 1,5 km südlich der Bob-Insel in der südlichen Einfahrt der Gerlache-Straße. Bei hoher Tide und starkem Wind sind sie von Meerwasser überspült.
Die Felsen sind unbenannt erstmals auf einer argentinischen Landkarte aus dem Jahr 1950 zu finden. Die hydrographische Vermessungseinheit der Royal Navy nahm zwischen 1956 und 1957 Vermessungen vor. Das UK Antarctic Place-Names Committee gab ihnen am 7. Juli 1959 ihren deskriptiven Namen.